# 야니크 아넬
야니크 아넬(프랑스어: Yannick Agnel, 1992년 6월 9일~)은 프랑스의 수영 선수이다. 주 종목은 자유형이며 2012년 하계 올림픽에서 금메달 2개와 은메달 1개를 획득하였다. 현재 400m 자유형 쇼트코스 부문 세계 기록과 800m 자유형 쇼트코스 유럽 기록, 200m/400m 자유형 프랑스 기록을 보유하고 있다.
2012년 국제 대회에서의 성공으로 수영 전문 잡지인 스위밍 월드에서 선정하는 "올해의 유럽 수영 선수"로 뽑혔다.

## 어린 시절
님에서 간호원 어머니와 인적 자원 관리자 아버지 사이에서 태어났으며 프랑스 테니스 선수 야니크 노아의 이름을 따서 그의 이름이 붙었다. 아넬은 이웃이 그의 재능을 발견하여 그의 부모에게 그를 수영 클럽에 등록을 요구한 후, 8세 때에 수영을 시작하였다.

## 수영 경력

### 초기 경력
2009년 유럽 주니어 수영 선수권 대회에서 200m와 400m 자유형을 유럽 주니어 기록과 함께 우승하였다. 그는 또한 800m 자유형 계주에서 러시아와 이탈리아 팀을 앞서 우승한 프랑스 팀의 일원이기도 하였다.
2010년 4월 아넬은 200m 자유형에서 1분 46.35초의 국내 기록을 세워 아모리 르보의 1분 46.54초 기록을 꺾었다. 6월에 그는 1분 46.30초와 함께 200m 자유형에서 자신의 기록을 향상시켰다.
그해의 유럽 주니어 선수권 대회에서 아넬은 400m 자유형에서 니콜라 로스투셰르의 3분 46.28초 기록을 3분 46.26초로 꺾고 금메달을 땄다.

### 2010년 유럽 선수권
2010년 유럽 수상 선수권 대회에서 아넬은 국내와 선수권 신기록을 세워 400m 자유형 금메달을 획득하였다. 그러고나서 400m 자유형 계주에서 파비앵 질로, 윌리엄 메이나르, 알랭 베르나르와 결합하여 러시아 팀에 밀려 2위를 하였다. 두번째 주자로서 아넬은 48.23초로 헤엄쳤다. 800m 자유형 계주에서 선두 주자로서 아넬은 200m 자유형 기록 1분 45.83초로 자신의 국내 기록을 깼다. 클레망 르페르, 안통 아랑부르, 제레미 스트라비우스와 함께 러시아와 독일 팀에 밀려 3위를 하였다.

### 2011년 세계 선수권
2011년 상하이에서 열린 세계 수상 선수권 대회에서 아넬은 3개의 종목들에 출전하였다. 그의 첫 종목 400m 자유형에서 3분 45.25초로 6위를 하고, 두번째 종목 200m 자유형에서는 국내 신기록 1분 44.99초와 함께 5위를 하였다. 대회에서 단 하나의 메달, 즉 800m 자유형 계주에서 은메달을 딴 아넬은 그레고리 마예, 제레미 스트라비우스, 파비앵 질로와 함께 팀을 이루면서 국내 신기록 7분 04.81초를 세웠다.

### 2012년

#### 2012년 런던 올림픽
2012년 런던 올림픽에서 3개의 메달 - 금 2개와 은 1개를 획득하였다. 자신의 첫 종목 400m 자유형 계주에서 최종 주자로서 아모리 르보, 파비앵 잘로, 클레망 르페르와 함께 금메달을 획득하였다. 0.55초의 적자와 물에 뛰어들면서 아넬은 350m 종점에서 0.30초의 적자로 감소할 수 있었다. 마지막 50m에서 미국의 라이언 록티를 앞서 프랑스 팀은 3분 09.93초로 우승하였다. 아넬은 46.74초와 함께 빠르게 헤엄쳐 개인적으로만 47초를 깼다. 다음 날에 아넬은 200m 자유형에서 프랑스 수영 역사상 가장 빠른 1분 43.14초와 함께 금메달을 땄으며, 2위로 온 쑨양과 박태환에 1.79초나 앞섰다. 결승전에서 그는 출발 완료로부터 선두로 헤엄쳐 첫 100m에서 50.64초, 마지막 100m에서 52.50초를 기록하였다.
800m 자유형 계주에서 자신의 마지막 메달로서 르보, 마예, 르페르와 함께 은메달을 땄다. 그는 최종 주자로서 1분 43.24초와 함께 결승전에서 가장 빠른 분열 시간을 가졌다. 자신의 마지막 종목 100m 자유형에서 개인 전력 47.84초와 함께 4위를 하였다. 유럽 수영 연맹에 의하여 "올해의 남성 유럽 수영 선수"로 임명되었다.

#### 올림픽 이후
11월 15일 앙제에서 열린 국내 쇼트코스 대회에서 첫 날에 3분 32.25초와 함께 400m 자유형에서 자신의 첫 세계 기록을 깼다. 이리하여 2009년 독일의 파울 비더만이 세운 이전 기록 3분 32.77초를 능가하였다. 하루 후에 800m 자유형에서 유럽 기록을 세우고, 11월 18일에는 200m 자유형(쇼트코스)에서 비더만의 세계 기록을 겨우 놓쳤다.
1주 후에 샤르트르에서 열린 유럽 쇼트코스 수영 선수권 대회에서 아넬은 3개의 메달 - 금 2개와 동 1개를 획득하였다. 그해 말에 스위밍 월드 잡지에 의하여 "올해의 유럽 수영 선수"로 임명되었다.
2013년 1월 1일 레지옹 도뇌르 슈발리에급 훈장을 받았다.

### 2013년

#### 2013년 세계 선수권
2013년 바르셀로나에서 열린 세계 수상 선수권 대회에서 아넬은 3개의 종목에만 출전하였다. 토너먼트의 첫 날에 400m 자유형 계주에서 미국과 러시아 팀을 앞서 프랑스의 처음이자 마지막 세계 타이틀을 우승하는 데 도움을 주었다. 플로랑 마노두, 파비앵 질로, 제레미 스트라비우스와 결승전에서 팀을 이루어 3분 11.18초로 4명의 선수에게 진시간을 전달하는 데 48.76초의 선두 분열을 기록하였다.
이틀 후에 200m 자유형에서 1분 44.20초와 함께 자신의 두번째 금메달을 추가하였다. 자신의 마지막 종목 800m 자유형 계주에서 스트라비우스, 마예, 로리 부렐리와 함께 중화인민공화국 팀에게 1초의 100분의 17에 의하여 기단을 놓쳐 7분 04.91초와 함께 4위를 하였다.

## 기록

### 개인 기록
| 롱 코스     | 롱 코스 | 롱 코스                   | 롱 코스         | 롱 코스         | 롱 코스 |
| ----------- | ------- | ------------------------- | --------------- | --------------- | ------- |
| 종목        | 기록    | 대회                      | 날짜            | 장소            | 비고    |
| 자유형 100m | 47.84   | 2012년 하계 올림픽        | 2012년 8월 1일  | 영국 런던       |         |
| 자유형 200m | 1:43.14 | 2011년 하계 올림픽        | 2012년 7월 30일 | 영국 런던       | NR      |
| 자유형 400m | 3:43.85 | 2011년 프랑스 선수권 대회 | 2011년 3월 23일 | 프랑스 실티가임 | NR      |

| 쇼트 코스   | 쇼트 코스 | 쇼트 코스                 | 쇼트 코스        | 쇼트 코스       | 쇼트 코스 |
| ----------- | --------- | ------------------------- | ---------------- | --------------- | --------- |
| 종목        | 기록      | 대회                      | 날짜             | 장소            | 비고      |
| 자유형 100m | 46.80     | 2012년 유럽 선수권 대회   | 2012년 11월 24일 | 프랑스 샤르트르 |           |
| 자유형 200m | 1:39.70   | 2012년 프랑스 선수권 대회 | 2012년 11월 18일 | 프랑스 앙제     | NR        |
| 자유형 400m | 3:32.25   | 2012년 프랑스 선수권 대회 | 2012년 11월 15일 | 프랑스 앙제     | WR        |
| 자유형 800m | 7.29.17   | 2012년 프랑스 선수권 대회 | 2012년 11월 16일 | 프랑스 앙제     | ER        |

## 같이 보기
- 수영 자유형 400m 세계 기록 추이